# Cléry Peak
Der Cléry Peak (französisch Pic Cléry) ist ein 640 m hoher Berg am nordöstlichen Ende der Booth-Insel im Wilhelm-Archipel vor der Westküste der Antarktischen Halbinsel. Er ragt an der Nordseite des Mount Lacroix auf.
Teilnehmer der Vierten Französischen Antarktisexpedition (1903–1905) kartierten ihn als Erste. Der Expeditionsleiter und Polarforscher Jean-Baptiste Charcot benannte den Berg nach seinem Schwiegervater Léon Cléry (1831–1904). Das Advisory Committee on Antarctic Names überführte 1952 die französische Benennung ins Englische.